# Amatori Catania Rugby
L'Amatori Rugby Catania SSD o più semplicemente Amatori Catania è un club italiano di rugby a 15 con sede a Catania.
Fondata nel 1963, vanta una lunga militanza nella prima divisione del campionato italiano, dagli anni 1970 fino a metà degli anni novanta e, successivamente, dalla stagione di Super 10 2004-05 a quella 2007-08 con la partecipazione a due edizioni della European Challenge Cup, la seconda competizione continentale per ordine di importanza.
Già finalista di Coppa Italia nel 1969-70, al termine della stagione sportiva 2003-04 si aggiudicò il titolo di campione d'Italia di serie A, la seconda divisione nazionale.

## Storia
Tra il 1963 ed il 1965 la prima squadra milita nel campionato di Serie C, conquistando l'anno successivo la promozione in Serie B.
Nella stagione 1969-70 conquista la promozione in Serie A e raggiunge la finale di Coppa Italia contro il Treviso; la permanenza in massima divisione dura solo un anno, subendo la retrocessione al termine della stagione 1971-72. L'anno successivo però, L'Amatori Catania conquista nuovamente la promozione in Serie A e, dalla stagione 1972-73 alla stagione 1987-88, per sedici stagioni consecutive milita sempre in massima serie. Dopo una stagione in Serie A2, dalla stagione 1989-90 torna in Serie A, dove rimane per sette anni.
Nella stagione 1996-97 retrocede in Serie A2 e due anni dopo in Serie B. Riesce a tornare in seconda divisione quattro anni dopo e al termine della stagione di Serie A 2003-04 la squadra, guidata dall'allenatore Orazio Arancio, conquista la promozione in Super 10, la nuova denominazione della prima divisione nazionale.
Nella stagione di Super 10 2004-05 l'Amatori Catania è la squadra rivelazione del campionato: da neopromossa raggiunge le semifinali scudetto, cedendo col Benetton Treviso nel doppio confronto con i rispettivi punteggi di 20-25 e 21-41. La squadra esordisce nelle competizioni europee in Challenge Cup, uscendo al I turno contro i Sale Sharks.
La stagione successiva è sicuramente più travagliata, ma, dopo un avvio complicato, l'Amatori Catania riesce a centrare la salvezza dopo una strenua lotta con il Veneziamestre, conclusasi solamente all'ultima giornata della stagione regolare. In European Challenge Cup il club riesce a togliersi qualche soddisfazione, cogliendo due vittorie nella fase a gironi: 37-34 contro Montpellier e 28-24 contro Connacht, tra le mura amiche del Santa Maria Goretti.
Nella stagione 2006-07 sono da segnalare gli ingaggi dell'allenatore neozelandese Blair Larsen, a gennaio sostituito dal francese Laurent Rodriguez, e del catanese Garozzo e la conferma di alcuni dei giocatori più rappresentativi: lo scozzese Barry Irwing e l'azzurro de Jager. La stagione regolare di Super 10 si conclude con la 9ª posizione in classifica e la matematica salvezza.
Nel 2007-08 l'Amatori disputa un campionato decisamente sotto tono, che alla sedicesima giornata la vede retrocessa con la certezza matematica, dopo la sconfitta col Veneziamestre. La rinuncia all'iscrizione in Serie A2 è motivata da ragioni economiche, così il club decide di ripartire dalla Serie B: il secondo posto finale permette la partecipazione ai play-off nazionali; l'avversario è il Modena, battuto agevolmente in casa per 43-10 e, nonostante la sconfitta in Emilia, la promozione in A2 diventa realtà.

Benito Paolone, fondatore del club

Le quattro stagioni successive in A2 si concludono tutte con la matematica salvezza; l'iscrizione alla stagione 2013-14 salta per rinuncia della società che riparte dalla Serie C: vinto il girone siciliano, i play-off vedono gli etnei vittoriosi prima contro il Tigri Bari e poi in finale contro il IV Circolo Benevento. Poi quattro stagioni di Serie B, il ritorno al formato classico a 12 squadre consente all'Amatori Catania di vincere il campionato e accedere ai play-off promozione contro il VII Rugby Torino, che però regala il successo ai piemontesi. È invece trionfale la stagione 2017-18: nonostante la discesa della Capitolina che conclude il campionato superando i 100 punti in classifica generale, l'Amatori conquista il secondo posto, assicurandosi la partecipazione ai play-off. A due giornate dalla fine della stagione regolare la decisione della FIR, di annullare il progetto della seconda Accademia federale, libera un posto in Serie A, decretando l'Amatori Catania promosso in anticipo.
Per la stagione del ritorno in Serie A, il mercato dell'Amatori conferma gran parte della rosa artefice della promozione inserendo Salvatore Garozzo, che torna a vestire i colori biancorossi, e gli argentini Benjamín Madero e German Maruk. Il campionato 2018-19 si conclude positivamente con il secondo posto nel girone 3, alle spalle della Capitolina, e qualificazione ai play-off per la promozione. Purtroppo le due sconfitte con Noceto e Accademia FIR non permettono l'accesso alla fase finale.

## Cronistoria
| Cronistoria dell'Amatori Catania Rugby |
| --- |
| - 1963 · Fondazione dell'Amatori Rugby Catania - 1963-64 · 1º girone M serie C; sconf. spareggio promozione - 1964-65 · 1º girone H serie C promossa in serie B - 1965-66 · 6º girone C serie B - 1966-67 · 3º girone D serie B - 1967-68 · 3º girone D serie B - 1968-69 · 4ª serie B - 1969-70 · 2ª serie B promossa in serie A Finale Coppa Italia - 1970-71 · 12ª serie A retrocessa in serie B - 1971-72 · 1º girone B serie B; 1º girone finale promossa in serie A - 1972-73 · 10ª serie A - 1973-74 · 10ª serie A - 1974-75 · 10ª serie A - 1975-76 · 9ª serie A - 1976-77 · 11ª serie A - 1977-78 · 12ª serie A - 1978-79 · 8ª serie A - 1979-80 · 7ª serie A - 1980-81 · 9ª serie A - 1981-82 · 3ª serie A - 1982-83 · 5ª serie A - 1983-84 · 7ª serie A - 1984-85 · 6ª serie A - 1985-86 · 6ª serie A - 1986-87 · 10ª serie A1 - 1987-88 · 12ª serie A1 retrocessa in serie A2 - 1988-89 · 1ª serie A2 promossa in serie A1 - 1989-90 · 10ª serie A1 - 1990-91 · 9ª serie A1 - 1991-92 · 9ª serie A1 - 1992-93 · 6ª serie A1 - 1993-94 · 7ª serie A1 - 1994-95 · 9ª serie A1 - 1995-96 · 3ª serie A1 - 1996-97 · 11ª serie A1 retrocessa in serie A2 - 1997-98 · 9ª serie A2 - 1998-99 · 10ª serie A2; sconf. spareggio salvezza retrocessa in serie B - 1999-2000 · 3º girone C serie B - 2000-01 · 5º girone C serie B - 2001-02 · 5º girone C serie B - 2002-03 · 1º girone D serie B promossa in serie A2 - 2003-04 · 1º girone A serie A; campione d'Italia di serie A promossa in Super 10 - 2004-05 · 4º Super 10; sconf. semifinali play-off I Fase Coppa Italia I Turno European Challenge Cup Ottavi di finale European Shield - 2005-06 · 8º Super 10 I Fase Coppa Italia Fase a gironi European Challenge Cup - 2006-07 · 9º Super 10 I Fase Coppa Italia - 2007-08 · 10º Super 10 retrocessa in serie A1; rinuncia, iscrizione in serie B I Fase Coppa Italia - 2008-09 · 2º girone D serie B promossa in serie A2 - 2009-10 · 9ª serie A2 - 2010-11 · 5ª serie A2 - 2011-12 · 6ª serie A2 - 2012-13 · 8ª serie A2; rinuncia, iscrizione in serie B - 2013-14 · 1ª serie C promozione in serie B - 2014-15 · 3º girone 4 serie B; 5º pool promozione - 2015-16 · 2º girone 4 serie B; 3º pool promozione - 2016-17 · 1º girone 4 serie B; sconf. spareggio promozione - 2017-18 · 2º girone 4 serie B promossa in serie A - 2018-19 · 2º girone 3 serie A; 3º barrage play-off - 2019-20 · n/d girone 3 serie A - 2020-21 · n/a serie A - 2021-22 · 7º girone 3 serie A - 2022-23 · Rinuncia all'iscrizione in serie A. Inattiva. - 2023-24 · 9º girone 4 serie B |

## Colori e simboli
I colori sociali del club sono il bianco ed il rosso, solitamente disposti a strisce orizzontali sulle prime uniformi da gioco; da qui, il soprannome di Biancorossi. In principio, il colore sociale doveva essere soltanto il bianco, con una grande "A" di "amatori" cucita anteriormente sulla maglietta. Tuttavia, un errore del candeggio aggiunse il rosso sui colletti delle divise; da quel momento, nacque il bicolore indissolubile.
Il simbolo societario, come di consueto, è l'elefante, parte integrante del logo del club, elemento principale della fontana dell'Elefante, chiamato comunemente u Liotru e considerato l'emblema della città siciliana.

## Stadio
Lo stadio ufficiale degli Amatori Catania è il Santa Maria Goretti di Catania, situato nei pressi dell'aeroporto Vincenzo Bellini. Il 26 settembre 2014 lo stadio del Rugby venne dedicato al politico Benito Paolone, fondatore e dirigente del club, scomparso nel 2012.
Lo stadio ha una capienza di 6000 spettatori ed ospita storicamente le altre società catanesi di rugby e la squadra di football americano degli Elephants Catania; nel 1998 ha ospitato l'evento del superbowl italiano tra Frogs Legnano e Lions Bergamo.

## Stagioni sportive

Una fase di Amatori-Cus Roma 9-9 nel 1982-1983, Condorelli con l'ovale in mano.

Nel corso della propria storia, l'Amatori Catania ha disputato 30 stagioni nel campionato di prima divisione nazionale tra serie A, serie A1 e Super 10, dei quali gli ultimi sei nell'era del professionismo, la prima apparizione datata 1970-71 e come ultima volta nel 2007-08.
Nel 2003-04 la prima squadra militante in serie A, la serie cadetta, il campionato di seconda divisione nazionale, si aggiudicò il titolo dilettantistico di campione d'Italia di serie A; di seguito elencati i giocatori componenti la rosa: Michele Amore, Orazio Arancio (allenatore e giocatore), Gino Bombaci, Salvatore Carbone, Pablo Chiappini, Juan Cosa, Rosario Di Paola, Francesco Faia Pappalardo, Jacob Gaina, Santino Granata, Benjamin de Jager, Juan Pablo Lagarrigue, Raffaele Marino, Roberto Pistorio, Mario Privitera, Lucas Recalde, Juan Pablo Rodríguez, Elio Taschetta, Biagio Testa, Pietro Todaro, Juan Cruz Viassolo, Massimiliano Vinti.

## Giocatori

Il neozelandese Murray Blandford, della stagione 1985-86

Schalk Naude e Jimmie Breedt nel 1988-89

I giocatori italiani selezionati in nazionale maggiore durante la militanza nel club sono i seguenti: negli anni settanta ed ottanta Concetto Angelozzi, Luciano Catotti, Umberto Conforto (nato a Novara), Francesco Di Maura, Mario Nicolosi, Giovanni Petralia, Giuseppe Puglisi; mentre, tra gli anni novanta e duemila si annoverano Orazio Arancio ed Andrea Lo Cicero, quest'ultimo, atleta nazionale di maggior importanza rappresentante l'Italia in quattro edizioni della Coppa del Mondo di rugby.
Fra gli altri giocatori internazionali italiani, di seguito elencati coloro che hanno indossato i colori del club e maggiormente legati alla società catanese: Salvatore Garozzo, Ambrogio Bona, Elio Fusco ed il figlio Alessandro, Massimiliano Perziano, l'oriundo Juan Manuel Queirolo ed il sudafricano naturalizzato italiano Benjamin de Jager. 
Tra i giocatori stranieri, invece, si annoverano: gli argentini Galo Alvarez Quiñones, Lucas Barrera Oro, Gastón de Robertis, Fabián Turnes, Gonzalo Beccar Varela, Juan Pablo Lagarrigue, Benjamín Madero, Carlos Neyra e Horacio San Martín; lo statunitense Paul Emerick, l'uruguaiano Sebastián Levaggi e l'estremo sudafricano André Joubert, vincitore della Coppa del Mondo di rugby 1995 con gli Springbok ed in rosa all'Amatori durante la stagione 1990-91.